# William Keighley

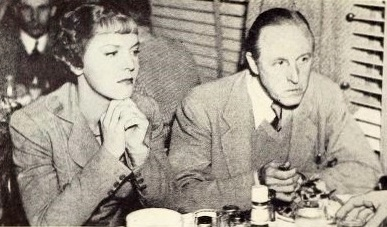
Beverly Roberts en William Keighley in 1937

William Keighley, geboren als William Jackson Keighley (Philadelphia (Pennsylvania), 4 augustus 1889 - New York, 24 juni 1984), was een Amerikaans acteur en regisseur. 

## Levensloop
Keighley werd geboren in 1889. Op 23-jarige leeftijd begon hij met acteren. In de jaren '10 en jaren '20 acteerde en regisseerde hij op Broadway. Met de opkomst van de geluidsfilm verhuisde Keighley naar Hollywood waar hij eerst aan bod kwam als dialoogschrijver en regieassistent. In het begin van de jaren '30 begon hij te regisseren, eerst als co-regisseur met Howard Bretherton. Vooral zijn misdaadfilms zoals G Men (1935) en Each Dawn I Die (1939) sprongen in het oog. Hij was ook de oorspronkelijke regisseur van de avonturenfilm The Adventures of Robin Hood (1938) met Errol Flynn in de titelrol. Hij werd later vervangen door Michael Curtiz. Hij werkte regelmatig samen met James Cagney, Errol Flynn en Bette Davis.
Keighley huwde in 1938 met actrice Genevieve Tobin die hij had leren kennen dankzij de romantische komedie Easy to Love, zijn debuut als cineast. Hij bleef 56 jaar met haar getrouwd tot aan zijn dood. Hij regisseerde haar eveneens in haar laatste film, de tragikomedie No Time for Comedy (1940), aan de zijde van James Stewart.
In 1953, na een twintigjarige carrière als regisseur bij Warner Bros., nam hij afscheid van de filmwereld met de avonturenfilm The Master of Ballantrae. Daarna verhuisde hij met zijn vrouw naar Parijs en begon door heel Europa te reizen. Hij overleed in 1984 op 94-jarige leeftijd in New York. 

## Filmografie (selectie)
- The Match King (1932) (co-regisseur)
- Ladies They Talk About (1933) (co-regisseur)
- Easy to Love (1934) (debuut als solo-regisseur)
- Journal of a Crime (1934)
- Big Hearted Herbert (1934)
- Kansas City Princess (1934)
- G Men (1935)
- Special Agent (1935)
- Bullets or Ballots (1936)
- The Green Pastures (1936)
- The Prince and the Pauper (1937)
- Varsity Show (1937)
- The Adventures of Robin Hood (1938) (co-regisseur met Michael Curtiz)
- Secrets of an Actress (1938)
- Brother Rat (1938)
- Yes, My Darling Daughter (1939)
- Each Dawn I Die (1939)
- The Fighting 69th (1940)
- Torrid Zone (1940)
- No Time for Comedy (1940)
- Four Mothers (1941)
- The Bride Came C.O.D. (1941)
- The Man Who Came to Dinner (1942)
- George Washington Slept Here (1942)
- Target for Today (1944) (oorlogsdocumentaire)
- Honeymoon (1947)
- The Street with No Name (1948)
- Rocky Mountain (1950)
- Close to My Heart (1951)
- The Master of Ballantrae (1953)

- Bibsys: 90967796
- Biblioteca Nacional de España: XX1305648
- Bibliothèque nationale de France: cb13895910t (data)
- CiNii: DA13846204
- Gemeinsame Normdatei: 121153932
- International Standard Name Identifier: 0000 0000 8159 164X
- Library of Congress Control Number: n85342739
- MusicBrainz: f965867b-88f7-471d-b77a-7072f09ac087
- Nationale Bibliotheek van Tsjechië: xx0110657
- Nationale Bibliotheek van Israël: 987007450259305171
- Nederlandse Thesaurus van Auteursnamen: 136469515
- Réseau des bibliothèques de Suisse occidentale: 02-A006095526
- SNAC: w6nw038h
- Système universitaire de documentation: 059341084
- Union List of Artist Names: 500471735
- Virtual International Authority File: 79166974
- WorldCat: E39PBJpYt7jJmdtBfrH9cgB9Dq